# Molières-sur-Cèze
Molières-sur-Cèze è un comune francese di 1 620 abitanti situato nel dipartimento del Gard, nella regione dell'Occitania.

## Storia

### Simboli
Lo stemma di Molières-sur-Cèze è stato adottato l'8 ottobre 2012.
La lampada da minatore ricorda le antiche miniere di Molières-sur-Cèze; l'azzurro è il colore del fiume Cèze; la torre, oltre ad essere un attributo della patrona santa Barbara, rappresenta il castello di Montalet su cui è presente lo scudetto di rosso, al semivolo d'argento, blasone della famiglia Montalet; la croce occitana nel capo sottolinea l'appartenenza al Gard.

## Società

### Evoluzione demografica
Abitanti censiti